# X JAPAN COUNTDOWN GIG 〜初心に帰って〜
『X JAPAN COUNTDOWN GIG 〜初心に帰って〜』は、日本のロックバンドX JAPANが赤坂BLITZにおいて、2008年12月31日に行われたX JAPANとして11年ぶりのカウントダウンライブである。

## 概要
この公演はインターネットテレビ、DMM.comによる独占生中継が行われた。また、キャパシティが少ないため全国13館のTOHOシネマズにて中継上映も行われた。赤坂BLITZ公演チケットがオークションなどで定価以上で取引されていることを懸念し、2009年に東京ドームにて4日間、他ドームで2日間と合計6日間のドーム公演を行い30万人を導入することを発表した。また、このライブが事実上、X JAPANとしてのワールドツアー初日となる。
YOSHIKI、TOSHIは最初、赤坂BLITZではなく、TOHOシネマズ六本木にサプライズで登場し、「ENDLESS RAIN」を熱唱。その後2人は赤坂BLITZに移動し、ライブ本編スタートとなった。
「オルガスム」を演奏中、ステージ上に巨大な時計が現れたにもかかわらず、メンバーは演奏を続け、気付かないうちに12時を過ぎてしまうというハプニングがあった。TOSHIが「知らない間に明けちゃったかな」と言った後、メンバーは引っ込んでしまう。実は、これはメンバーによる「引っ掛け」であり、実際はまだ年明けしてはいなかった。メンバーは着物姿で再登場し、改めて全員でカウントダウンを行った。

## 参加メンバー
- YOSHIKI
- TOSHI
- PATA
- HEATH
- SUGIZO（当時はまだ正式なメンバーではなく、サポートとして参加）

## セットリスト
- ENDLESS RAIN in 六本木
- PROLOGUE (〜WORLD ANTHEM)
- BLUE BLOOD (ピアノ演奏から)
- Rusty Nail
- オルガスム
- COUNT DOWN ～ X
- Tears
- Yoshiki Piano Solo ～ I.V.
- 紅
- Say Anything (S.E.)
- Longing 〜跡切れたmelody〜 (S.E.)